# ワンダーラビットガール
『ワンダーラビットガール』は、廣瀬ゆいによる日本の漫画作品。『ジャンプスクエア』（集英社）2015年6月号から2017年7月号まで連載された。

## あらすじ
コミュ障でアイドルオタクの冴えない少年・七海澪。彼には超エリート校に通う品行方正・成績優秀・性格良好の三拍子揃った兄・蓮がいた。だがある日、蓮は突如、精神崩壊を起こして倒れてしまう。その時、彼は自分を精神崩壊に追い込んだ「ワンダーラビットガール」と呼ばれる少女の存在を思わず口にする。その存在を知った澪は復讐のため、蓮の姿に変装して「ワンダーラビットガール」を探すべく行動を開始する。

## 登場人物

### 主要人物
七海 澪（ななみ れい）
本作の主人公。コミュ障でドルオタ高校生。学校では孤独ないじめられっ子でもあり、地下アイドルのチェキ会でしか女子と会話したことがなく、女子から忌避され、男子からも軽蔑されているので他人としゃべることが苦手。特に女子からは常に陰口を叩かれ、日直でペアを組むのを「罰ゲーム」と唾棄されるほど。目を合わすことも話すことも許されず、口を開いた途端に悪口雑言で言葉を遮られ、「お情けで優しくやってることくらい気づけ、勘違いコミュ障」と吐き捨てられるなど散々な目に遭わされているため、かなりの女性不信。さらに家では優等生で一つ違いの兄の蓮と常に比較して忌避する上に児童虐待（心理的虐待）を加える母親とことあるごとに衝突し、家出を繰り返している。自分の唯一の味方になってくれる兄が心の支えであり、たった一つの心の拠り所だった。
物語冒頭で何者かの手によって停学にさせられ、これに怒った母とケンカし、兄に慰められた数日後、兄が何らかの理由で精神的に強いショックを受けて病院に入院し、パニック状態に陥りながら口走った「ワンダーラビットガール」という言葉から、「ワンダーラビットガール＝兄が壊れた原因」と考え出した。兄の自室に置かれていたUSBから青慶学園の女子の名前と性癖のリストを発見し、これを兄が遺した容疑者リストであると考えた澪は、ワンダーラビットガールを探し出して復讐することを決意し、停学にさせられたことを逆に利用し、兄に変装して青慶学園に潜入する。
リストにある女子たちの性癖を的確に突き、責め落としていく内に、本人さえも知らなかった才覚に目覚めていく。
七海 蓮（ななみ れん）
澪の一つ違いの兄で、品行方正・成績優秀・性格良好の三拍子揃っている。さらに女子にはモテモテ。弟思いであり、澪の味方をする唯一の人物。
何らかの理由で青慶学園の女子達の性癖を調査していたが、かなり精神的に追い詰められており、精神科から処方された薬を服用していた。何らかの強いショックを受けたらしく、精神崩壊を起こして病院に入院しており、「女子（特に青慶学園の女子関連）」や「めしべ」の言葉に過剰反応して叫び狂うため、医者も匙を投げかけている。
性癖は「近親愛好（インセスト）」。

### 青慶学園の関係者
市井 彩花（いちい あやか）
クラス 2年E組/年齢 17歳/誕生日 9月19日（乙女座）/身長 157センチメートル/体重 48キログラム（乳2キログラム位）/血液型 B型
AV出演の疑惑を持たれている女子。
性癖は説教されることに性的な興奮を覚える「説教愛好（ハミロフィリア）」。
白石 撫子（しらいし なでしこ）
青慶学園の生徒会副会長で、医大を目指している。
清楚系美人で、全校生徒からの人気は高い。
性癖は診察や治療をされることに性的興奮を覚える「医療性愛（メディカル・フェティシズム）」。
成澤 こはる（なるさわ こはる）
クラス 2年A組/誕生日 6月27日（蟹座）/身長 159センチメートル/体重 46キログラム/血液型 B型
黒髪に二つ結びで澪のタイプ。
性癖は男の子からこっそり何かを盗み、バレるかバレないかのスリルに性的興奮を覚える「窃盗性愛（クレプトフィリア）」。
桜井 まゆ（さくらい まゆ）
本を読むのが趣味で、幼いころから常に辞書を持ち歩いている。
性癖は猥褻な言葉に性的な興奮を覚える「猥褻語多様癖（コプロラリア）」。
小泉 ひな（こいずみ ひな）
性癖はせまい空間にいると興奮する「閉所愛好（クラストロフィリア）」。
深雪 ありす（みゆき ありす）
新体操部。
性癖は鏡の前で乳繰り合うことに性的な興奮を覚える「鏡越し嗜好（エストペクトロフィリア）」。
百合ケ丘 ねね（ゆりがおか ねね）
過去に蓮にフられたのを根に持っている。
性癖は他人の性行為をのぞき見ることで興奮する「他者性行為窃視症（スコプトラグニア）」。
縁ノ 柊（よすがの ひいらぎ）
性癖は見られることで興奮する「露出癖（エキシビショニズム）」。
椎名 くるみ（しいな くるみ）
風紀委員。
髪型はアシンメトリーで右側にピンを付けている。
性癖は正しい行動と正しい言葉に興奮する「正常愛好（ノーモフィリア、普通への偏愛）」。
木ノ下 沙織（きのした さおり）
地下アイドル。
性癖は注目されることに興奮する「偶像美少女露出愛好（アイドルエキシビショニズム）」。
澪が彼女の大ファンであり、「しゃおり」と呼んでいる当人。実は蓮と繋がりを持っており、澪のことも知っていた。
蒼井 みつば（あおい みつば）
二年前に生徒会長をやっており、現生徒会長を生徒会長にした。
性癖は失敗することに興奮する「失態性愛（ハーマトフィリア）」。
勅使原 まりや（てしわら まりや）
生徒会秘書。
生徒会長の忠実な右腕であり、蓮が青慶学園に復帰してきたことを生徒会長に告げる。生徒会長の命で身辺調査に動くが、澪が蓮に変装していることまでは全く知らない。
性癖は「加虐性愛（サディズム）」→「被虐性愛（マゾヒズム）」。
九重 友 (ここのえ はる)
2年B組の生徒で残念系イケメン。澪に親近感を覚え、友人になる。
大和 楓 (おおわ かえで)
2年C組。くるみの事が好きで、若干ストーカー気質がある。関西弁を使う。
生徒会長
青慶学園の生徒会長であること以外、本名も素性も不明。
蓮が遺したものと同じリストを持っている。
澪を復学してきた蓮と思い込んでおり、彼（澪）がこはるを籠絡したことに戦慄している。
性癖は自分に好意を抱いてる女子を他の男子に寝取られることに興奮する「寝取られ愛好（カンダウリズム）」。

### その他
E子（イーこ）
本編冒頭で澪が停学させられる元凶となった女生徒。
停学になったことを気にしており、澪に謝っている。

## 書誌情報
- 廣瀬ゆい 『ワンダーラビットガール』 集英社〈ジャンプ・コミックス〉、全7巻
  1. 2015年8月9日発行（8月4日発売[集 1]）、ISBN 978-4-08-880536-8
  2. 2015年12月9日発行（12月4日発売[集 2]）、ISBN 978-4-08-880574-0
  3. 2016年4月9日発行（4月4日発売[集 3]）、ISBN 978-4-08-880660-0
  4. 2016年9月7日発行（9月2日発売[集 4]）、ISBN 978-4-08-880759-1
  5. 2016年12月7日発行（12月2日発売[集 5]）、ISBN 978-4-08-880831-4
  6. 2017年4月9日発行（4月4日発売[集 6]）、ISBN 978-4-08-881055-3
  7. 2017年8月9日発行（8月4日発売[集 7]）、ISBN 978-4-08-881138-3